# Allison-Gletscher (Heard)
Der Allison-Gletscher ist ein Gletscher auf der Insel Heard im Indischen Ozean. Er fließt vom Big Ben in westlicher Richtung zur Küste, die er südlich es Kap Gazert erreicht.
Benannt ist der Gletscher nach dem Glaziologen Ian Allison, der ihn 1971 bei einer französisch-australischen Expedition untersucht hatte.